# 10 ans déjà !
Pour les articles homonymes, voir 10 Years.
 (mai 2011).
Si vous disposez d'ouvrages ou d'articles de référence ou si vous connaissez des sites web de qualité traitant du thème abordé ici, merci de compléter l'article en donnant les références utiles à sa vérifiabilité et en les liant à la section « Notes et références ».
Pour plus de détails, voir Fiche technique et Distribution.
10 ans déjà ! ou Déjà 10 ans au Québec (Ten Years) est une comédie romantique réalisé par Jamie Linden, sortie en 2011. Ce film a été produit par Channing Tatum, Wyck Godfrey, Marty Bowen et Reid Carolin.

## Synopsis
Un groupe d'amis se réunit lors de leur réunion de lycée, racontant leur incroyable relation jusqu'à ce qu'ils se séparent. Les trois meilleurs amis se sont promis de renouer le contact même s'ils vivent à des kilomètres les uns des autres. Dix ans plus tard, les trois meilleurs amis décident de faire une grande fête pour tous leurs anciens amis du lycée.

## Fiche technique
- Titre : 10 ans déjà !
- Titre original : 10 Years
- Réalisation : Jamie Linden
- Scénario : Jamie Linden
- Musique : Chad Fischer (en)
- Photographie : Steven Fierberg
- Montage : Jake Pushinsky
- Production : Marty Bowen, Reid Carolin, Wyck Godfrey, Channing Tatum et Nick Zano
- Société de production : Anchor Bay Films, Boss Media, Temple Hill Entertainment, Iron Horse Entertainment, 33andOut Productions et EG Productions
- Société de distribution : Anchor Bay Films (États-Unis)
- Pays :  États-Unis
- Genre : Comédie dramatique et comédie romantique
- Durée : 110 minutes
- Dates de sortie : 
  - Canada : 12 septembre 2011 (festival international du film de Toronto)
  - États-Unis : 14 septembre 2012
  - France : 2 juin 2017 (Internet)

## Distribution
| |  |  |
| Les acteurs Channing Tatum et Kate Mara à la première du film au Festival international du film de Toronto 2011. |  |  |

- Channing Tatum (VFB : Nicolas Matthys ; VQ : Frédérik Zacharek) : Jake
- Jenna Dewan (VQ : Ariane-Li Simard-Côté) : Jess
- Justin Long (VFB : Christophe Hespel ; VQ : Hugolin Chevrette-Landesque) : Marty Burn
- Max Minghella (VFB : Pierre Le Bec ; VQ : Sébastien Reding) : AJ
- Oscar Isaac (VFB : Alexandre Crépet ; VQ : Nicolas Charbonneaux-Collombet) : Reeves
- Rosario Dawson (VFB : Julie Basecqz ; VQ : Hélène Mondoux) : Mary
- Kate Mara (VFB : Claire Tefnin ; VQ : Claudia-Laurie Corbeil) : Elise
- Anthony Mackie (VFB : Mathieu Moreau ; VQ : Benoit Éthier) : Andre Irine
- Chris Pratt (VFB : Karim Barras ; VQ : Philippe Martin) : Cully
- Ari Graynor (VQ : Véronique Marchand) : Sam
- Scott Porter (VQ : Alexandre Fortin) : Scott
- Brian Geraghty (VQ : Patrice Dubois) : Garrity Liamsworth
- Aubrey Plaza (VQ : Annie Girard) : Olivia Liamsworth
- Nick Zano (VQ : Martin Watier) : Nick Vanillo
- Lynn Collins (VQ : Aline Pinsonneault) : Anna
- Eiko Nijo : Suki
- Kelly Noonan (VQ : Mélanie Laberge) : Julie
- Aaron Yoo : Peter Jung
- Ron Livingston : Paul
- Juliet Lopez : Becky

Source et légende : version française (VF) selon le carton du doublage français télévisuel.
 Source et légende : version québécoise (VQ) sur Doublage.qc.ca